# Randi Patterson
Randi Luther Pereira-Patterson (ur. 16 sierpnia 1985 w Hackensack) – trynidadzko-tobagijski piłkarz występujący na pozycji napastnika.

## Kariera klubowa
Patterson karierę rozpoczynał w 2004 roku w drużynie UNC Greensboro Spartans z amerykańskiej uczelni University of North Carolina at Greensboro. W 2006 roku trafił do zespołu Carolina Dynamo z USL Premier Development League. Spędził tam jeden sezon, a potem przeszedł do New York Red Bulls z MLS. Jego graczem również był przez jeden sezon, jednak w tym czasie nie rozegrał tam żadnego spotkania.
W 2008 roku Patterson odszedł do Charleston Battery z USL First Division. Tam z kolei występował przez dwa sezony. Sezon 2010 spędził w USSF Division 2 Professional League, grając w zespołach Crystal Palace Baltimore oraz Austin Aztex FC.

## Kariera reprezentacyjna
W reprezentacji Trynidadu i Tobago Patterson zadebiutował 19 marca 2008 roku w wygranym 1:0 towarzyskim meczu z Salwadorem. W drużynie narodowej rozegrał łącznie 2 spotkania, oba w 2008 roku.